# Stockman
Stockman – w australijskim słownictwie tradycyjne określenie osoby, która opiekuje się żywym inwentarzem na dużych australijskich latyfundiach ziemskich zwanych station. Station należą do właścicieli ziemskich w Australii nazywanych grazier lub do firm – grazing company. Amerykańskimi odpowiednikami stockmanów są kowboje.